# 国際連合安全保障理事会決議41
国際連合安全保障理事会決議41（こくさいれんごうあんぜんほしょうりじかいけつぎ41、英: United Nations Security Council Resolution 41, UNSCR41）は、1948年2月28日に国際連合安全保障理事会で採択された決議。インドネシア情勢に関してのものである。

## 概要
決議は、インドネシア独立戦争の両当事者（すなわちオランダとインドネシア）が最近、休戦協定に署名し、国際連合安全保障理事会決議27を遵守しようとしていることを評価した。国際連合安全保障理事会決議31でなされた調停の申し出を繰り返し、調停委員会（Committee of Good Offices）に対し、インドネシアにおける政治的解決の進捗状況について情報を提供するよう要請した。
決議は7票で可決されたが、コロンビア、シリア、ウクライナ・ソビエト社会主義共和国およびソビエト連邦は棄権した。

## 決議内容
以下はその訳文。
安全保障理事会は、調停委員会の報告書を検討し、1947年8月1日の理事会決議27（1947）を遵守するためにオランダ政府およびインドネシア共和国政府がとった措置を報告した。
1. 両当事者が休戦協定に署名したこと、およびインドネシアにおける政治的解決の締結のための合意された基礎としての一定の原則を両当事者が受け入れたことに満足して留意する。
2. 調停委員会のメンバーが、平和的手段による紛争解決のために両当事者に与えた援助を称える。
3.1947年8月25日の決議31（1947）に盛り込まれた善意の申し出を維持し、この目的のために
4. 両当事者および調停委員会に対し、インドネシアにおける政治的解決の進捗状況について理事会に直接報告するよう要請する。